# Campeonato Goiano de Futebol de 1973
O Campeonato Goiano de Futebol de 1973 foi a 30º edição da divisão principal do campeonato estadual de Goiás. O campeão foi o Vila Nova que conquistou seu 5º título na história da competição. O Goiás foi o vice-campeão.

## Participantes
| Equipe         | Cidade       | Em 1972 | Participação | Títulos             |
| -------------- | ------------ | ------- | ------------ | ------------------- |
| Anápolis       | Anápolis     | 9º      | -            | 1 1965)             |
| Atlético       | Goiânia      | 2º      | 29ª          | 7 ( último em 1970) |
| Goiânia        | Goiânia      | 3º      | 29ª          | 13 (último em 68)   |
| Goiás          | Goiânia      | 1º      | 29ª          | 3 (Último em 1972)  |
| Goiatuba       | Goiatuba     | 9º      | -            | 0 (não possui)      |
| Itumbiara      | Itumbiara    | 8º      | -            | 0 (não possui)      |
| Novo Horizonte | Ipameri      | -       | -            | 0 (não possui)      |
| Santa Helena   | Santa Helena | 11º     | -            | 0 (não possui)      |
| Vila Nova      | Goiânia      | 4º      | -            | 4 (último em 1969)  |

## Premiação
| Campeonato Goiano de 1973     |
| Goiânia                       |
| ----------------------------- |
| Vila Nova Campeão (5º título) |